# المهر الدامي (مسلسل)
المهر الدامي مسلسل تلفزيوني سوري، تأليف عبد العزيز هلال، وإخراج مأمون البني، بث لأول مرة عام 1994م.

## قصة العمل
مسلسل درامي سوري أجتماعي تدور أحداثه ضمن أحد القرى حيث أسعد الدعاس يتسلط على الناس ويجمع الأتوات من الفلاحين ويقم بتخريب أرض كل فلاح يقف بوجهه كل هذا حت ينتقم من أجل حرمانه من المخترة حيث كان والد أسعد هو المختار وبعد وفاته قامت الحكومة بتعيين شخص غير أسعد الدعاس بمنصب المختار ما أثار غضب أسعد وعائلة الدعاس يقابل أسعد بل صدفة ريم السلوم الفتاة الجميلة فيقع بحبها لكن ريم تكون مخطوبة لأبن خالها وهي تعشق أبن خالها ولا ترقب بل زواج من رجل آخر لكن أسعد يعاند ريم وأهلها ويحاول بكل الوسائل أن يتزوج ريم بل حيلة والقوة لكن بل نهاية ريم تتزوج أبن خالها ويكشف أسعد الدعاس وتقوم الشرطة بل قبض على أسعد بعد كشف جميع أخطائه بحق الفلاحين والقرية

## طاقم العمل
- أيمن زيدان
- سوزان نجم الدين
- زهير عبد الكريم
- عصام عبه جي
- واحة الراهب
- عارف الطويل
- نجاح العبدالله
- عابد فهد
- عصام عبه جي
- رياض وردياني
- ناصر وردياني
- غسان مكانسي